# Jurij Kryworutschko
Jurij Hryhorowytsch Kryworutschko (ukrainisch Юрій Григорович Криворучко, * 19. Dezember 1986 in Lwiw) ist ein ukrainischer Schachmeister.

## Leben
Kryworutschko lernte das Schachspiel mit sieben Jahren, sein erster Trainer war Jewgenij Iwanowitsch Lysenko, später trainierte ihn Jurij Priwalow, seit 2000 ist sein Trainer Wladimir Grabinski. Kryworutschko beendete im Jahr 2008 ein Studium an der Mechanisch-Mathematischen Fakultät der Nationalen Iwan-Franko-Universität Lemberg.
Kryworutschko siegte oder belegte vordere Plätze in vielen Turnieren: 1. Platz beim Open Независимость (deutsch Unabhängigkeit) in Lemberg (2003), 3. Platz bei der ukrainischen U-20-Juniorenmeisterschaft in Lemberg (2003), 3. Platz bei der U-18-Europameisterschaft in Ürgüp (2004), 2. Platz bei der ukrainischen U-18-Juniorenmeisterschaft in Lemberg (2004), 1.–2. Platz beim Open in Olmütz (2005), 1. Platz beim 2. Balagne Open in Calvi (2005), 3. Platz beim 38. Rubinstein-Memorial (2006), 1. Platz beim GM-Turnier in Olmütz 2006, 1. Platz bei der ukrainischen U-20-Juniorenmeisterschaft in Lemberg (2006), 3. Platz bei der U-20-Weltmeisterschaft in Jerewan (2006), 9. Platz bei der Europameisterschaft in Plowdiw mit einer Elo-Performance von 2726, 4. Platz beim Open in Cappelle-la-Grande (2008) mit einer Elo-Performance von 2735, 3. Platz beim Open in Paleochora (2008), 2. Platz beim Open in Reykjavík (2009), 2. Platz beim Open in Cappelle-la-Grande (2010) und 1. Platz beim Open in Paleochora (2010). Im Juni 2013 gewann er die Landesmeisterschaft der Ukraine nach Feinwertung vor dem punktgleichen Ruslan Ponomarjow.
Kryworutschko trägt seit 2004 den Titel Internationaler Meister, die erforderlichen Normen erreichte er in den Jahren 2002 bis 2004 bei drei Turnieren in Lwiw. 2006 wurde er zum Großmeister ernannt, die erforderlichen Normen hatte er im Februar 2005 beim 21. Open in Cappelle-la-Grande, im Juli 2006 beim Czech Open in Pardubice und im August 2006 bei einem Großmeisterturnier in Olmütz erfüllt.

## Nationalmannschaft
Mit der ukrainischen Nationalmannschaft nahm Kryworutschko an der Mannschaftseuropameisterschaft 2009 und den Mannschaftsweltmeisterschaften 2013 und 2015 teil.

## Vereine

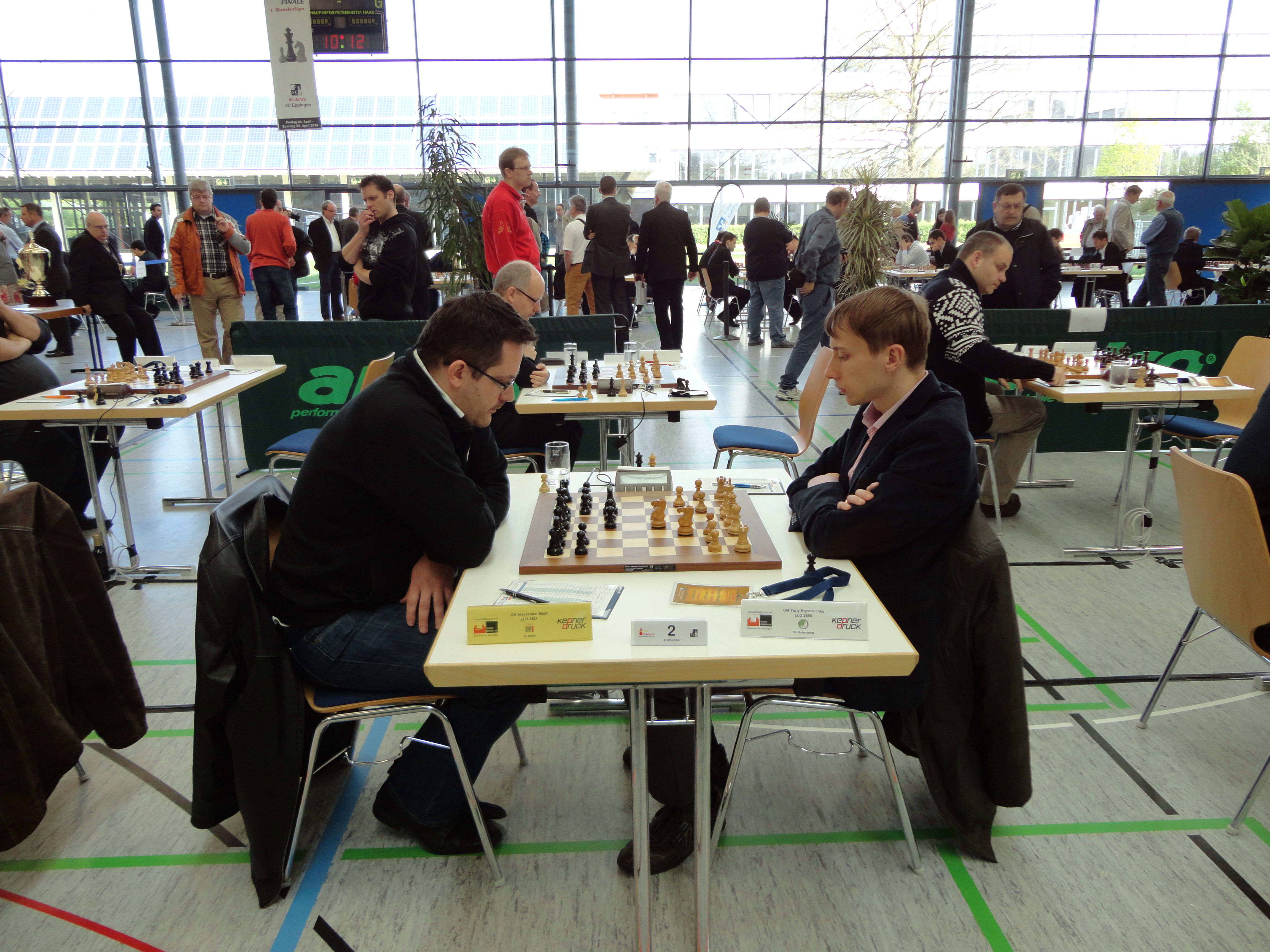
Aleksander Miśta und Jurij Kryworutschko, Schachbundesliga Finale 2014 in Eppingen

In der ukrainischen Mannschaftsmeisterschaft spielte Kryworutschko 2002 für die zweite Mannschaft von Carpathia-Galicia Lwiw und von 2004 bis 2008 für die Mannschaft der Nationalen Iwan-Franko-Universität Lemberg, mit der 2006 Mannschaftsmeister wurde. In der polnischen Mannschaftsmeisterschaft spielte er seit 2006 für KSz Stilon Gorzów Wielkopolski, die spanische Mannschaftsmeisterschaft gewann er 2014 mit Mérida Patrimonio de la Humanidad, bei der Austragung 2020 trat er für Jaime Casas an.
In der deutschen Schachbundesliga spielte er von der Saison 2011/12 bis zur Saison 2014/15 für die Sportfreunde Katernberg. Seit der Saison 2016/17 spielt Kryworutschko für den SC Viernheim, zunächst in der 2. Bundesliga, seit 2018 in der 1. Bundesliga. In der tschechischen Extraliga gehört er seit der Saison 2012/13 dem ŠK Rapid Pardubice an, in Ungarn spielte Kryworutschko in den Saisons 2016/17 und 2018/19 für DVTK Sport Korlátolt Felelősségű Társaság, in der Schweizer Nationalliga A in der Saison 2017 für den Club d’Echecs de Genève und in der französischen Top 12 2017 für Grasse Echecs. Die chinesische Mannschaftsmeisterschaft gewann Kryworutschko 2017 mit Shanghai Mobile China.